# Hook, Line and Sinker

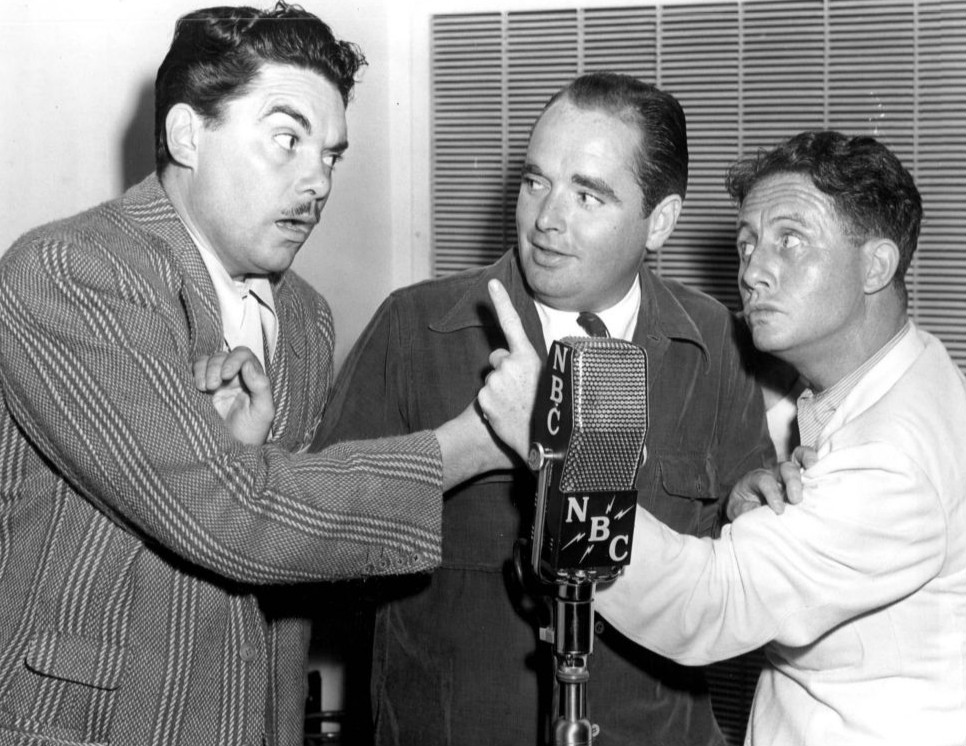
Bert Wheeler (à direita, em foto de 1941) e Robert Woolsey atuaram em três filmes para a RKO em 1930, entre eles Hook, Line and Sinker, um dos maiores sucessos do estúdio no ano.

Hook, Line and Sinker é um filme estadunidense de 1930, do gênero comédia romântica, dirigido por Edward F. Cline e estrelado por Bert Wheeler e Robert Woolsey.[carece de fontes?]
Dos 20 filmes que dupla Wheeler-Woolsey fez para a RKO entre 1930 e 1937, este é um dos melhores e mais bem-sucedidos comercialmente.
Desde 1958, Hook, Line and Sinker está em domínio público e pode ser baixado gratuitamente no Internet Archive.[carece de fontes?]

## Sinopse
Mary, herdeira de um hotel abandonado, recebe a ajuda de Wilbur e Addington, uma dupla de vendedores de seguros, para reerguer o negócio. Ela se apaixona por Wilbur, para tristeza de sua mãe, que deseja vê-la casada com o traiçoeiro advogado John Blackwell. Entre uma confusão e outra, o hotel é atacado por duas gangues rivais.

## Elenco
| Ator/Atriz       | Personagem               |
| ---------------- | ------------------------ |
| Bert Wheeler     | Wilbur Boswell           |
| Robert Woolsey   | Addington Ganzy          |
| Dorothy Lee      | Mary Marsh               |
| Ralf Harolde     | John Blackwell           |
| Jobyna Howland   | Rebecca Marsh            |
| Natalie Moorhead | Duquesa Bessie Von Essie |
| Hugh Herbert     | Detetive do hotel        |
| George F. Marion | Mensageiro do hotel      |
| Stanley Fields   | McKay                    |
| William Davidson | Frank Dukette            |